# Ерік Невланд
Ерік Невланд (норв. Erik Nevland, нар. 10 листопада 1977, Ставангер, Норвегія) — норвезький футболіст, нападник. Виступав у клубах Норвегії, Англії, Швеції та Нідерландів.Провів 8 поєдинків у футболці національної збірної Норвегії. Після завершення футбольної кар'єри працював продавцем автомобілів.

## Клубна кар'єра

### Початок кар'єри
Професіональну кар'єру розпочав у «Вікінзі». В Елітесеріен дебютував дебютував 20 жовтня 1996 року, вийшовши на поле наприкінці переможного (3:0) поєдинку проти «Молде» замість Кеннета Сторвіка. Дебютним голом в еліті норвезького футболу відзначився 11 травня 1997 року, в переможному (4:1) поєдинку проти «Бранна». 16 травня відзначився першим дублем у професіональній кар'єрі, в переможному (5:1) поєдинку проти «Стабека». Наступного сезону тренер почав частіше довіряти молодому нападнику. У 1997 році провів 16 матчів та відзначився 10 голами в чемпіонаті та кубку.
Завдяки вдалим виступам отримав запрошення на перегляд від англійського клубу «Манчестер Юнайтед». Справив позитивне враження на менеджера Алекса Фергюсона, відзначившись хет-триком із резервною командою, й у підсумку підписав чотирирічний контракт. Таким чином, йому довелося конкурувати за місце в основі разом зі своїми товаришами по команді Енді Коулом, Тедді Шерінгемом, Полом Скоулзом та Уле Гуннаром Сульшером. Дебютував у футболці «Червоних дияволів» 14 жовтня 1997 року в програному (0:2) поєдинку кубку Англії проти «Іпсвіч Тауна», замінивши Ронні Йонсена. 19 січня 1998 року зіграв єдиний матч у Прем'єр-лізі за «Манчестер Юнайтед» у програному (0:1) поєдинку проти «Саутгемптона», замінивши цього разу Гарі Невілла.

### Наступні роки
Після цього повернувся до «Вікінга», але на правах оренди. З квітня по червень у чемпіонаті Норвегії 1998 року провів 8 матчів, в яких відзначився 3-ма голами. Після цього повернувся до «Манчестер Юнайтед», де провів ще один поєдинок. 28 жовтня 1998 року з'явився на полі замість Філіпа Малріна у переможному (2:0) поєдинку кубку Футбольної ліги проти «Бері». Саме ерік допоміг команді вийти до наступного раунду завдяки голу в додатковий час. У 1999 році його віддали в оренду до шведського «Гетеборга», але грав рідко, провів 4 поєдинки в Аллсвенскані. Повернувшись до «Манчестер Юнайтед» в офіційних матчах більше не грав.

### Повернення у «Вікінг»
У січні 2000 року знову повернувся у «Вікінг», цього разу підписавши з командою повноцінний контракт. За 5 сезонів, проведених у команді, регулярно виходив на поле й демонстрував результативну гру. 9 серпня 2001 року вперше зіграв у єврокубках, але в кваліфікаційному раунді: вийшов на поле в стартовому складі в переможному (1:0) поєдинку Кубку УЄФА 2001/02 проти «Бротньо». 27 вересня відзначився першим голом у єврокубках, у перемогжному (2:0) поєдинку проти «Кілмарнока». Того ж року допоміг команді виграти кубок Норвегії 2001 року. У 2002 році відзначився двома вирішальними голами в переможному поєдинку кубку УЄФА проти «Челсі». Виступав у «Вікінзі» до завершення чемпіонату 2004 року.

### Нові виступи за кордоном
Після цього Ерік вільним агентом підписав контракт з нідерландським «Гронінгеном», де до нього в атаці приєднався Глен Салмон. Дебютував в Ередивізі 7 листопада 2004 року в переможному (2:1) поєдинку проти «Твенте», в якому, зокрема, відзначився й першим голом у новій команді. 21 листопада відзначився дублем у переможному (2:1) поєдинку проти «Феєнорда». 8 травня 2005 року відзначився хет-триком у нічийному (4:4) домашньому поєдинку проти «Роди». Завершив сезон з 16 голами в 20 матчах й допоміг Гронінгену посісти 12-те місце в чемпіонаті. Наступного року вже не демонстрував таку високу результативність, 8-м голів у 29-ти матчах чемпіонату. По ходу сезону, а саме 13 січня 2006 року, став першим гравцем, який відзначився голом на Еуроборзі, новому стадіоні Гронінгена: саме Невланд відкрив рахунок у переможному (2:0) поєдинку проти «Геренвена». За підсумками вище вказаного сезону «Гронінген» виборов путівку до кваліфікації Кубку УЄФА. У грудні 2007 року телеглядачі Гронінгена визнали Невланда «Гронінгенцем року», хоча він і народився за межами Нідерландів. Ерік залишався в Нідерландах до січня 2008 року.
28 січня 2008 року підписав 2,5-річний контракт з «Фулгемом». Сума відступних склала 2,5 млн. євро (1,85 млн. фунтів стерлінгів), плюс ще 0,5 млн. євро (370 тис. фунтів стерлінгів), якщо Фулхем збереже місце в Прем'єр-лізі, що вони й зробили. 3 лютого дебютував у футболці нового клубупід керівництвом Роя Годжсона в переможному (2:1) поєдинку проти «Астон Вілли». 12 квітня відзначився першим голом за «Фулгем», у переможному (2:0) поєдинку проти «Редінга». Допоміг команді уникнути пониження в класі. 31 січня 2009 року відзначився першим дублем за «Фулгем» у переможному (3:1) поєдинку проти «Портсмута». За підсумками сезону клуб кваліфікувався до наступного розіграшу Ліги Європи. Саме у вище вказаному турнірі, 5 листопада 2009 року, отримав червону картку за порушення правил проти Данієле Де Россі в програному (1:2) поєдинку проти «Роми» на Олімпійському стадіоні. «Фулгем» дійшов до фіналу змагань, де зустрілися з «Атлетіко» (Мадрид). Невланд вийшов на поле за декілька хвилин до кінця основного часу, за рахунку 1:1: але в додатковий час Дієго Форлан відзначився голос, який приніс мадридцям трофей. Наприкінці сезону нападник вирішив залишити лондонський клуб, щоб повернутися на батьківщину.

### Повернення на батьківщину
15 червня 2010 року, незважаючи на бажання Роя Годжсона зберегти нападника, став гравцем «Вікінга», де отримав футболку з 15-им ігровим номером. 1 серпня повернувся до Елітесеріен, зігравши в нічийному (0:0) поєдинку проти «Саннефіорда». Відзначився 6 голами у 12 матчах чемпіонату. Наступного сезону відзначився 8-ма голами в 28-ми матчах. 18 листопада 2012 року провів останню матч у кар'єрі, проти «Тромсе», який його команда виграла з рахунком 2:1.

## Кар'єра в збірній
Невланд зіграв 15 матчів за молодіжну збірну Норвегії. Дебютував у футболці «молодіжки» 7 червня 1997 року в програному (0:2) поєдинку проти Угорщини. Брав участь у чемпіонаті Європи 1998 року, турнірі, який закінчився третім місцем для скандинавської збірної. 8 лютого 1999 року відзначився єдиним голом за збірну, в переможному (2:0) поєдинку проти Фінляндії. Потім зіграв 8 матчів за головну збірну. Дебютував у футболці національної збірної Норвегії 6 червня 2001 року, замінивши Роара Странда в нічийному (1:1) поєдинку проти Білорусі.

## Статистика виступів

### Клубна
Станом на 21 листопада 2012.
| Сезон                          | Клуб                           | Чемпіонат                      | Чемпіонат | Чемпіонат | Нац. кубок | Нац. кубок | Нац. кубок | Єврокубки | Єврокубки | Єврокубки | Суперкубок | Суперкубок | Суперкубок | Загалом | Загалом |
| Сезон                          | Клуб                           | Змаг.                          | Матчі     | Голи      | Змаг.      | Матчі      | Голи       | Змаг.     | Матчі     | Голи      | Змаг.      | Матчі      | Голи       | Матчі   | Голи    |
| ------------------------------ | ------------------------------ | ------------------------------ | --------- | --------- | ---------- | ---------- | ---------- | --------- | --------- | --------- | ---------- | ---------- | ---------- | ------- | ------- |
| 1996                           | «Вікінг»                       | ЕС                             | 1         | 0         | КН         | 0          | 0          | -         | -         | -         | -          | -          | -          | 1       | 0       |
| січ.-лип. 1997                 | «Вікінг»                       | ЕС                             | 13        | 5         | КН         | 3          | 5          | -         | -         | -         | -          | -          | -          | 16      | 10      |
| 1997-1998                      | «Манчестер Юнайтед»            | ПЛ                             | 1         | 0         | КА+КЛ      | 3+1        | 0          | ЛЧУ       | 0         | 0         | -          | -          | -          | 5       | 0       |
| бер.-лип. 1998                 | «Вікінг»                       | ЕС                             | 8         | 3         | КН         | 1          | 0          | -         | -         | -         | -          | -          | -          | 9       | 3       |
| 1998-січ. 1999                 | «Манчестер Юнайтед»            | ПЛ                             | 0         | 0         | КА+КЛ      | 0+1        | 0+1        | ЛЧУ       | 0         | 0         | СА         | 0          | 0          | 1       | 1       |
| січ.-тр. 1999                  | «Гетеборг»                     | А                              | 4         | 0         | КШ         | ?          | ?          | КУ        | -         | -         | -          | -          | -          | ?       | ?       |
| 1999-січ. 2000                 | «Манчестер Юнайтед»            | ПЛ                             | 0         | 0         | КА+КЛ      | 0          | 0          | ЛЧУ       | 0         | 0         | СА+СУ+МК   | 0          | 0          | 0       | 0       |
| Загалом за «Манчестер Юнайтед» | Загалом за «Манчестер Юнайтед» | Загалом за «Манчестер Юнайтед» | 1         | 0         |            | 5          | 1          |           | 0         | 0         |            | 0          | 0          | 6       | 1       |
| 2000                           | «Вікінг»                       | ЕС                             | 20        | 13        | КН         | 2          | 0          | -         | -         | -         | -          | -          | -          | 22      | 13      |
| 2001                           | «Вікінг»                       | ЕС                             | 25        | 14        | КН         | 6          | 3          | КУ        | 6         | 1         | -          | -          | -          | 37      | 18      |
| 2002                           | «Вікінг»                       | ЕС                             | 20        | 10        | КН         | 4          | 6          | КУ        | 4         | 2         | -          | -          | -          | 28      | 18      |
| 2003                           | «Вікінг»                       | ЕС                             | 25        | 11        | КН         | 4          | 1          | -         | -         | -         | -          | -          | -          | 29      | 12      |
| 2004                           | «Вікінг»                       | ЕС                             | 23        | 6         | КН         | 2          | 4          | -         | -         | -         | -          | -          | -          | 25      | 10      |
| лис. 2004-2005                 | «Гронінген»                    | ЕД                             | 20        | 16        | КН         | -          | -          | -         | -         | -         | -          | -          | -          | 20      | 16      |
| 2005-2006                      | «Гронінген»                    | ЕД                             | 29        | 8         | КН         | 5          | 2          | -         | -         | -         | -          | -          | -          | 34      | 10      |
| 2006-2007                      | «Гронінген»                    | ЕД                             | 31        | 13        | КН         | 1          | 0          | КУ        | 0         | 0         | -          | -          | -          | 32      | 13      |
| 2007-січ. 2008                 | «Гронінген»                    | ЕД                             | 15        | 6         | КН         | 1          | 0          | КУ        | 2         | 1         | -          | -          | -          | 18      | 7       |
| Загалом за «Гронінген»         | Загалом за «Гронінген»         | Загалом за «Гронінген»         | 95        | 43        |            | 7          | 2          |           | 2         | 1         |            | -          | -          | 104     | 46      |
| січ.-лип. 2008                 | «Фулгем»                       | ПЛ                             | 8         | 2         | КА+КЛ      | -          | -          | -         | -         | -         | -          | -          | -          | 8       | 2       |
| 2008-2009                      | «Фулгем»                       | ПЛ                             | 21        | 4         | КА+КЛ      | 3+2        | 0          | -         | -         | -         | -          | -          | -          | 26      | 4       |
| 2009-2010                      | «Фулгем»                       | ПЛ                             | 23        | 3         | КА+КЛ      | 1+0        | 1+0        | ЛЄУ       | 6         | 0         | -          | -          | -          | 30      | 4       |
| Загалом за «Фулгем»            | Загалом за «Фулгем»            | Загалом за «Фулгем»            | 52        | 9         |            | 6          | 1          |           | 6         | 0         |            | -          | -          | 64      | 10      |
| сер.-гр. 2010                  | «Вікінг»                       | ЕС                             | 12        | 6         | КН         | 1          | 0          | -         | -         | -         | -          | -          | -          | 13      | 6       |
| 2011                           | «Вікінг»                       | ЕС                             | 28        | 8         | КН         | 5          | 5          | -         | -         | -         | -          | -          | -          | 33      | 13      |
| 2012                           | «Вікінг»                       | ЕС                             | 14        | 2         | КН         | 1          | 1          | -         | -         | -         | -          | -          | -          | 15      | 3       |
| Загалом за «Вікінг»            | Загалом за «Вікінг»            | Загалом за «Вікінг»            | 193       | 77        |            | 31         | 25         |           | 10        | 3         |            | -          | -          | 234     | 105     |
| Усього за кар'єру              | Усього за кар'єру              | Усього за кар'єру              | 345       | 129       |            | ?          | ?          |           | 18        | 4         |            | 0          | 0          | ?       | ?       |

### У збірній
| Дата       | Місто       | Господарі  | Результат | Гості    | Турнір            | Голи | Примітки |
| ---------- | ----------- | ---------- | --------- | -------- | ----------------- | ---- | -------- |
| 6-6-2001   | Осло        | Норвегія   | 1 – 0     | Білорусь | Відбір до ЧС 2002 | -    |          |
| 15-11-2006 | Белград     | Сербія     | 1 – 1     | Норвегія | товариський матч  | -    |          |
| 28-3-2007  | Франкфурт   | Туреччина  | 2 – 2     | Норвегія | Відбір до ЧЄ 2008 | -    |          |
| 6-2-2008   | Рексем      | Уельс      | 3 – 0     | Норвегія | товариський матч  | -    |          |
| 26-3-2008  | Спліт       | Чорногорія | 3 – 1     | Норвегія | товариський матч  | -    |          |
| 28-5-2008  | Осло        | Норвегія   | 2 – 2     | Уругвай  | товариський матч  | -    |          |
| 20-8-2008  | Осло        | Норвегія   | 1 – 1     | Ірландія | товариський матч  | -    |          |
| 11-2-2009  | Дюссельдорф | Німеччина  | 0 – 1     | Норвегія | товариський матч  | -    |          |
| Усього     |             | Матчів     | 8         |          | Голів             | 0    |          |

## Досягнення

### Клубні
«Вікінг»
- Кубок Норвегії
  -  Володар (1): 2001